# Yên Đài Loan
Yên Đài Loan (Nhật: 圓 Hepburn: en) là tiền tệ của Đài Loan thuộc Nhật từ năm 1895 đến năm 1946. Nó ngang mệnh giá và được lưu hành cùng với đồng yên Nhật. Đồng yên đã được chia thành 100 sen (錢). Nó được thay thế bằng đồng Cựu Đài tệ vào năm 1946, sau này Cựu Đài tệ được thay thế bằng đồng Tân Đài tệ vào năm 1949.

## Lịch sử
Năm 1895, sau kết quả của Chiến tranh Thanh-Nhật, Đại Thanh Trung Quốc đã nhượng Đài Loan cho Nhật Bản trong Hiệp ước Shimonoseki. Đồng yên Nhật sau đó trở thành tiền tệ của Đài Loan, với tiền giấy riêng biệt có mệnh giá bằng đồng Yên do Ngân hàng Đài Loan phát hành từ năm 1898. Chỉ có tiền giấy và tiền tem được phát hành.
Năm 1899, Ngân hàng Đài Loan bắt đầu phát hành tiền giấy bằng đồng yên, được lưu hành trên đảo song song với tiền giấy và tiền xu của Nhật Bản.
Tiền giấy được phát hành trong 1, 5, 10, 50, 100, 1000 yên.
Năm 1945, sau khi Nhật Bản bị đánh bại trong Thế chiến II, Trung Hoa Dân quốc đã đảm nhận chính quyền Đài Loan, tiếp quản Ngân hàng Đài Loan trong vòng một năm và giới thiệu đồng Cựu Đài tệ, thay thế đồng yên ngang giá.